# Андреа Вендрамин
Андреа Вендрамин (на италиански: Andrea Vendramin; * ок. 1393; † 5 май 1478 във Венеция) е 71-ви дож на Венецианската република (1476 – 1478).
Той е син на Бертоломео Вендрамин и Мария Мичиел и принадлежи към едно от най-богатите семейства във Венеция. През 1381 г. фамилията му е издигната в благороднически сан. Андреа е женен за Регина Градениго. Служи на различни длъжности в Републиката и е прокуратор и венециански посланик във Ватикана.
За дож е избран на 6 март 1476 г. По същото време Венеция води дълга война с Османската империя.
Неговата гробница е изработена от Тулио Ломбардо и днес се намира в базиликата Санти Джовани е Паоло във Венеция. За негов приемник е избран Джовани Мочениго.